# Hi and Lois
Hi and Lois est une série de bande dessinée américaine créée par Mort Walker (scénario) et Dik Browne (dessin) et diffusée sous forme de comic strip depuis le 18 octobre 1954 par King Features Syndicate. 
Elle a été traduite en français sous les noms Flora et Hippolyte et Clémentine.

## Historique de publication
En 1950, le comic strip Beetle Bailey, créé par Mort Walker, est publié dans une douzaine de quotidiens. La série trouve rapidement son lectorat et se retrouve dans un nombre grandissant de journaux. En 1954, est introduit dans le strip le personnage de Lois, la sœur de Beetle Bailey, sa famille. Ceci amène la création de la série dérivée Hi and Lois, scénarisée par Mort Walker et dessinée par Dik Browne. Le strip commence à être publié dans 32 quotidiens mais là encore le succès de la série lui permet d'être beaucoup plus diffusé et en 2008 plus de 1 000 journaux reprenaient les aventures humoristiques de Hi and Lois. Depuis le milieu des années 1980, le scénario est assuré par Brian et Greg Walker, fils de Mort Walker, et le dessin par Chance Browne (en), fils de Dik Brown.

## Personnages
Les personnages principaux récurrents de la série sont Lois, son époux Hi et leurs quatre enfants Chip, Dot, Ditto et Trixie. La famille possède un chien nommé Dawg.

## Récompenses
Hi and Lois a valu à Dik Browne quatre prix du comic strip humoristique de la National Cartoonists Society (1960, 1961, 1973 et 1978) et en 1963 le prix Reuben, principale distinction du comic strip américain.